# Gran Premio de Japón de Motociclismo de 2023
El Gran Premio de Japón de Motociclismo de 2023 (oficialmente: Motul Grand Prix of Japan) fue la decimocuarta prueba del Campeonato del Mundo de Motociclismo de 2023. Tuvo lugar en el fin de semana del 29 de septiembre al 1 de octubre de 2023 en el circuito Twin Ring Motegi situado en la localidad de Motegi, en la prefectura de Tochigi, Japón.
La carrera al sprint de MotoGP fue ganada por Jorge Martín, seguido de  Brad Binder y Francesco Bagnaia.
La carrera de MotoGP fue ganada por Jorge Martín, seguido de Francesco Bagnaia y Marc Márquez. Somkiat Chantra fue el ganador de la prueba de Moto2, por delante de Ai Ogura y Pedro Acosta. La carrera de Moto3 fue ganada por Jaume Masià, Ayumu Sasaki fue segundo y Daniel Holgado tercero.

## Resultados

### Resultados MotoGP

#### Carrera al sprint
| Pos.    | N.º | Piloto                | Equipo                       | Constructor | Vueltas | Tiempo      | Parrilla | Puntos |
| ------- | --- | --------------------- | ---------------------------- | ----------- | ------- | ----------- | -------- | ------ |
| 1       | 89  | Jorge Martín          | Prima Pramac Racing          | Ducati      | 12      | 21:00.734   | 1        | 12     |
| 2       | 33  | Brad Binder           | Red Bull KTM Factory Racing  | KTM         | 12      | +1.390      | 5        | 9      |
| 3       | 1   | Francesco Bagnaia     | Ducati Lenovo Team           | Ducati      | 12      | +5.279      | 2        | 7      |
| 4       | 43  | Jack Miller           | Red Bull KTM Factory Racing  | KTM         | 12      | +6.194      | 3        | 6      |
| 5       | 5   | Johann Zarco          | Prima Pramac Racing          | Ducati      | 12      | +6.315      | 10       | 5      |
| 6       | 72  | Marco Bezzecchi       | Mooney VR46 Racing Team      | Ducati      | 12      | +8.919      | 4        | 4      |
| 7       | 93  | Marc Márquez          | Repsol Honda Team            | Honda       | 12      | +9.298      | 7        | 3      |
| 8       | 49  | Fabio Di Giannantonio | Gresini Racing MotoGP        | Ducati      | 12      | +10.189     | 6        | 2      |
| 9       | 12  | Maverick Viñales      | Aprilia Racing               | Aprilia     | 12      | +12.404     | 8        | 1      |
| 10      | 25  | Raúl Fernández        | CryptoData RNF MotoGP Team   | Aprilia     | 12      | +15.366     | 11       |        |
| 11      | 44  | Pol Espargaró         | GasGas Factory Racing Tech3  | KTM         | 12      | +15.473     | 12       |        |
| 12      | 37  | Augusto Fernández     | GasGas Factory Racing Tech3  | KTM         | 12      | +15.592     | 13       |        |
| 13      | 36  | Joan Mir              | Repsol Honda Team            | Honda       | 12      | +17.052     | 15       |        |
| 14      | 88  | Miguel Oliveira       | CryptoData RNF MotoGP Team   | Aprilia     | 12      | +18.092     | 16       |        |
| 15      | 20  | Fabio Quartararo      | Monster Energy Yamaha MotoGP | Yamaha      | 12      | +19.333     | 14       |        |
| 16      | 21  | Franco Morbidelli     | Monster Energy Yamaha MotoGP | Yamaha      | 12      | +19.645     | 17       |        |
| 17      | 30  | Takaaki Nakagami      | LCR Honda Idemitsu           | Honda       | 12      | +21.862     | 18       |        |
| 18      | 35  | Cal Crutchlow         | Yamalube RS4GP Racing Team   | Yamaha      | 12      | +26.026     | 19       |        |
| 19      | 51  | Michele Pirro         | Ducati Lenovo Team           | Ducati      | 12      | +27.911     | 21       |        |
| 20      | 6   | Stefan Bradl          | LCR Honda Castrol            | Honda       | 12      | +28.178     | 20       |        |
| Ret     | 41  | Aleix Espargaró       | Aprilia Racing               | Aprilia     | 8       | Fallo motor | 9        |        |
| Fuente: |     |                       |                              |             |         |             |          |        |

#### Carrera larga
La carrera estaba programada a 24 vueltas, se paró tras la bandera roja en la vuelta 13, debido a la condiciones de meteorológicas adversas. Debería haberse reiniciado para completar las 12 vueltas restantes con la parrilla basada en clasificación tras la vuelta 12. Sin embargo durante la vuelta de calentamiento de la segunda salida, se mostró nuevamente la bandera roja y dirección de carrera decidió no reanudar la carrera. Según el reglamento se otorgaron los puntos completos al haberse realizado más del 50 % de la distancia original de carrera. 
| Pos.    | N.º | Piloto                | Equipo                       | Constructor | Vueltas | Tiempo         | Parrilla | Puntos |
| ------- | --- | --------------------- | ---------------------------- | ----------- | ------- | -------------- | -------- | ------ |
| 1       | 89  | Jorge Martín          | Prima Pramac Racing          | Ducati      | 12      | 24:06.314      | 1        | 25     |
| 2       | 1   | Francesco Bagnaia     | Ducati Lenovo Team           | Ducati      | 12      | +1.413         | 2        | 20     |
| 3       | 93  | Marc Márquez          | Repsol Honda Team            | Honda       | 12      | +2.013         | 7        | 16     |
| 4       | 72  | Marco Bezzecchi       | Mooney VR46 Racing Team      | Ducati      | 12      | +2.943         | 4        | 13     |
| 5       | 41  | Aleix Espargaró       | Aprilia Racing               | Aprilia     | 12      | +3.181         | 9        | 11     |
| 6       | 43  | Jack Miller           | Red Bull KTM Factory Racing  | KTM         | 12      | +6.837         | 3        | 10     |
| 7       | 37  | Augusto Fernández     | GasGas Factory Racing Tech3  | KTM         | 12      | +7.587         | 13       | 9      |
| 8       | 49  | Fabio Di Giannantonio | Gresini Racing MotoGP        | Ducati      | 12      | +8.602         | 6        | 8      |
| 9       | 25  | Raúl Fernández        | CryptoDATA RNF MotoGP Team   | Aprilia     | 12      | +11.229        | 11       | 7      |
| 10      | 20  | Fabio Quartararo      | Monster Energy Yamaha MotoGP | Yamaha      | 12      | +12.244        | 14       | 6      |
| 11      | 30  | Takaaki Nakagami      | LCR Honda Idemitsu           | Honda       | 12      | +14.714        | 18       | 5      |
| 12      | 36  | Joan Mir              | Repsol Honda Team            | Honda       | 12      | +14.924        | 15       | 4      |
| 13      | 35  | Cal Crutchlow         | Yamalube RS4GP Racing Team   | Yamaha      | 12      | +16.057        | 19       | 3      |
| 14      | 6   | Stefan Bradl          | LCR Honda Castrol            | Honda       | 12      | +17.253        | 20       | 2      |
| 15      | 44  | Pol Espargaró         | GasGas Factory Racing Tech3  | KTM         | 12      | +24.921        | 12       | 1      |
| 16      | 51  | Michele Pirro         | Ducati Lenovo Team           | Ducati      | 12      | +33.962        | 21       |        |
| 17      | 21  | Franco Morbidelli     | Monster Energy Yamaha MotoGP | Yamaha      | 12      | +1:14.934      | 17       |        |
| 18      | 88  | Miguel Oliveira       | CryptoDATA RNF MotoGP Team   | Aprilia     | 11      | +1 vuelta      | 16       |        |
| 19      | 12  | Maverick Viñales      | Aprilia Racing               | Aprilia     | 11      | +1 vuelta      | 8        |        |
| NC      | 5   | Johann Zarco          | Prima Pramac Racing          | Ducati      | 12      | +6.191 / Caída | 10       |        |
| Ret     | 33  | Brad Binder           | Red Bull KTM Factory Racing  | KTM         | 5       | Caída          | 5        |        |
| 1.      |     |                       |                              |             |         |                |          |        |
| Fuente: |     |                       |                              |             |         |                |          |        |

### Resultados Moto2
| Pos.    | N.º | Piloto                  | Constructor | Vueltas | Tiempo    | Parrilla | Puntos |
| ------- | --- | ----------------------- | ----------- | ------- | --------- | -------- | ------ |
| 1       | 35  | Somkiat Chantra         | Kalex       | 19      | 35:19.273 | 1        | 25     |
| 2       | 79  | Ai Ogura                | Kalex       | 19      | +1.353    | 2        | 20     |
| 3       | 37  | Pedro Acosta            | Kalex       | 19      | +3.080    | 4        | 16     |
| 4       | 96  | Jake Dixon              | Kalex       | 19      | +5.065    | 3        | 13     |
| 5       | 12  | Filip Salač             | Kalex       | 19      | +10.492   | 5        | 11     |
| 6       | 18  | Manuel González         | Kalex       | 19      | +12.961   | 10       | 10     |
| 7       | 24  | Marcos Ramírez          | Kalex       | 19      | +14.352   | 12       | 9      |
| 8       | 40  | Arón Canet              | Kalex       | 19      | +16.360   | 7        | 8      |
| 9       | 84  | Zonta van den Goorbergh | Kalex       | 19      | +17.692   | 15       | 7      |
| 10      | 15  | Darryn Binder           | Kalex       | 19      | +19.405   | 18       | 6      |
| 11      | 14  | Tony Arbolino           | Kalex       | 19      | +20.661   | 13       | 5      |
| 12      | 16  | Joe Roberts             | Kalex       | 19      | +20.809   | 11       | 4      |
| 13      | 21  | Alonso López            | Boscoscuro  | 19      | +21.303   | 6        | 3      |
| 14      | 28  | Izan Guevara            | Kalex       | 19      | +21.477   | 19       | 2      |
| 15      | 7   | Barry Baltus            | Kalex       | 19      | +24.032   | 17       | 1      |
| 16      | 52  | Jeremy Alcoba           | Kalex       | 19      | +25.623   | 23       |        |
| 17      | 64  | Bo Bendsneyder          | Kalex       | 19      | +26.803   | 21       |        |
| 18      | 75  | Albert Arenas           | Kalex       | 19      | +27.371   | 20       |        |
| 19      | 23  | Taiga Hada              | Kalex       | 19      | +29.412   | 24       |        |
| 20      | 67  | Alberto Surra           | Forward     | 19      | +33.825   | 28       |        |
| 21      | 8   | Senna Agius             | Kalex       | 19      | +34.103   | 29       |        |
| 22      | 54  | Fermín Aldeguer         | Boscoscuro  | 19      | +34.291   | 9        |        |
| 23      | 4   | Sean Dylan Kelly        | Forward     | 19      | +36.473   | 25       |        |
| 24      | 72  | Borja Gómez             | Kalex       | 19      | +39.635   | 26       |        |
| 25      | 33  | Rory Skinner            | Kalex       | 19      | +43.069   | 27       |        |
| 26      | 9   | Mattia Casadei          | Kalex       | 19      | +45.508   | 30       |        |
| Ret     | 11  | Sergio García           | Kalex       | 9       | Caída     | 14       |        |
| Ret     | 71  | Dennis Foggia           | Kalex       | 8       | Caída     | 16       |        |
| Ret     | 5   | Kohta Nozane            | Kalex       | 7       | Caída     | 22       |        |
| Ret     | 22  | Sam Lowes               | Kalex       | 6       | Caída     | 8        |        |
| Fuente: |     |                         |             |         |           |          |        |

### Resultados Moto3
| Pos.    | N.º | Piloto             | Constructor | Vueltas | Tiempo    | Parrilla | Puntos |
| ------- | --- | ------------------ | ----------- | ------- | --------- | -------- | ------ |
| 1       | 5   | Jaume Masià        | Honda       | 17      | 33:30.018 | 1        | 25     |
| 2       | 71  | Ayumu Sasaki       | Husqvarna   | 17      | +1.546    | 7        | 20     |
| 3       | 96  | Daniel Holgado     | KTM         | 17      | +1.602    | 6        | 16     |
| 4       | 82  | Stefano Nepa       | KTM         | 17      | +5.200    | 4        | 13     |
| 5       | 48  | Iván Ortolá        | KTM         | 17      | +5.230    | 5        | 11     |
| 6       | 44  | David Muñoz        | KTM         | 17      | +8.900    | 8        | 10     |
| 7       | 11  | David Alonso       | Gas Gas     | 17      | +8.959    | 9        | 9      |
| 8       | 27  | Kaito Toba         | Honda       | 17      | +9.253    | 11       | 8      |
| 9       | 6   | Ryusei Yamanaka    | Gas Gas     | 17      | +9.629    | 12       | 7      |
| 10      | 99  | José Antonio Rueda | KTM         | 17      | +9.734    | 15       | 6      |
| 11      | 95  | Collin Veijer      | Husqvarna   | 17      | +9.804    | 10       | 5      |
| 12      | 72  | Taiyo Furusato     | Honda       | 17      | +10.195   | 13       | 4      |
| 13      | 54  | Riccardo Rossi     | Honda       | 17      | +10.874   | 17       | 3      |
| 14      | 10  | Diogo Moreira      | KTM         | 17      | +11.577   | 14       | 2      |
| 15      | 66  | Joel Kelso         | CFMoto      | 17      | +13.905   | 18       | 1      |
| 16      | 7   | Filippo Farioli    | KTM         | 17      | +16.674   | 22       |        |
| 17      | 92  | David Almansa      | Honda       | 17      | +31.109   | 20       |        |
| 18      | 19  | Scott Ogden        | Honda       | 17      | +31.282   | 21       |        |
| 19      | 63  | Syarifuddin Azman  | KTM         | 17      | +31.478   | 23       |        |
| 20      | 70  | Joshua Whatley     | Honda       | 17      | +31.551   | 27       |        |
| 21      | 20  | Lorenzo Fellon     | KTM         | 17      | +31.587   | 26       |        |
| 22      | 22  | Ana Carrasco       | KTM         | 17      | +32.969   | 25       |        |
| 23      | 64  | Mario Aji          | Honda       | 17      | +38.000   | 24       |        |
| Ret     | 24  | Tatsuki Suzuki     | Honda       | 13      | Caída     | 16       |        |
| Ret     | 53  | Deniz Öncü         | KTM         | 10      | Caída     | 2        |        |
| Ret     | 18  | Matteo Bertelle    | Honda       | 10      | Caída     | 3        |        |
| Ret     | 43  | Xavier Artigas     | CFMoto      | 9       | Caída     | 19       |        |
| 1.      |     |                    |             |         |           |          |        |
| Fuente: |     |                    |             |         |           |          |        |